# Musikåret 1915

## Händelser
- 8 december – Första versionen av Jean Sibelius Symfoni nr 5 uruppförs i Helsingfors av Helsingfors stadsorkester under ledning av tonsättaren.
- Ukulelen blir populär efter ett uppträdande vid världsutställningen Panama Pacific International Exposition i San Francisco.

## Publicerad musik
- Tomtegubben som hade snuva av Felix Körling.

## Födda
- 20 mars – Sister Rosetta Tharpe, amerikansk sångerska och gitarrist
- 7 april – Billie Holiday, amerikansk jazzsångare.
- 10 april – Julius Jacobsen, dansk-svensk kompositör, musikarrangör och musiker (pianist).
- 25 maj – Jokkmokks-Jokke, eg. Bengt Djupbäck, svensk trubadur.
- 31 maj – Björn Forsell, svensk skådespelare och operasångare.
- 4 juni – Nils Kihlberg, svensk skådespelare, sångare och teaterregissör.
- 19 juni – Ester Estéry, svensk sångare.
- 29 juni – Lars Kåge, svensk skådespelare och sångare.
- 4 augusti – Pål Olle, svensk spelman.
- 10 augusti – Vincent Jonasson, svensk sångare, kompositör, textförfattare och skådespelare.
- 12 augusti – Sickan Carlsson, svensk skådespelare och sångare.
- 4 oktober – Nils Agenmark, svensk spelman.
- 15 oktober – Erik Frank, svensk kompositör och musiker (dragspel).
- 2 november – Sverre Bergh, norsk dirigent, musiker och kompositör.
- 12 december – Frank Sinatra, amerikansk sångare och skådespelare.
- 19 december – Edith Piaf, fransk sångare.

## Avlidna
- 12 februari – Fanny Crosby, 94, amerikansk psalmförfattare och lärare
- 27 april – Aleksandr Skrjabin, 43, rysk tonsättare och pianist.
- 19 november – Joe Hill, (eg. Joel Hägglund), 36, svenskfödd diktare, sångare och fackföreningsman (avrättad).